# Cyprinus
Genre
Cyprinus est un genre de poissons téléostéens de l'ordre des Cypriniformes et de la famille des Cyprinidae.
Hormis Cyprinus carpio, les autres espèces de carpes typiques se rencontrent généralement dans des zones plus restreintes de l'Asie orientale, centrées sur la région du Yunnan. Dans certains cas, elles sont endémiques à un seul lac, notamment le lac Erhai, ainsi que les lac Dian, Lac Jilu, lac Qilihu, et lac Xingyun ; à proprement parler le genre est principalement localisé dans le Yunnan. Une espèce dernièrement nommée, Cyprinus yilongensis, était apparemment endémique ; si oui, elle a probablement aujourd'hui disparu.

## Liste des espèces
Selon FishBase (23 août 2015) :
- Cyprinus acutidorsalis Wang, 1979
- Cyprinus barbatus Chen & Huang, 1977
- Cyprinus carpio Linnaeus, 1758 - Carpe commune
- Cyprinus chilia Wu, Yang & Huang, 1963
- Cyprinus dai (Nguyen & Doan, 1969)
- Cyprinus daliensis Chen & Huang, 1977
- Cyprinus exophthalmus Mai, 1978
- Cyprinus fuxianensis Yang et al., 1977
- Cyprinus hieni Nguyem & Ho, 2003
- Cyprinus hyperdorsalis Nguyen, 1991
- Cyprinus ilishaestomus Chen & Huang, 1977
- Cyprinus intha Annandale, 1918
- Cyprinus longipectoralis Chen & Huang, 1977
- Cyprinus longzhouensis Yang & Hwang, 1977
- Cyprinus megalophthalmus Wu et al., 1963
- Cyprinus melanes (Mai, 1978)
- Cyprinus micristius Regan, 1906
- Cyprinus multitaeniata Pellegrin & Chevey, 1936
- Cyprinus pellegrini Tchang, 1933
- Cyprinus qionghaiensis Liu, 1981
- Cyprinus quidatensis Nguyen, Le, Le & Nguyen, 1999
- Cyprinus rubrofuscus Lacepède, 1803
- Cyprinus yilongensis Yang et al., 1977 † - probablement éteint †
- Cyprinus yunnanensis Tchang, 1933

### Espèce fossile
- Cyprinus priscus von Meyer † - (Espèces fossiles du Miocène allemand)

## Galerie

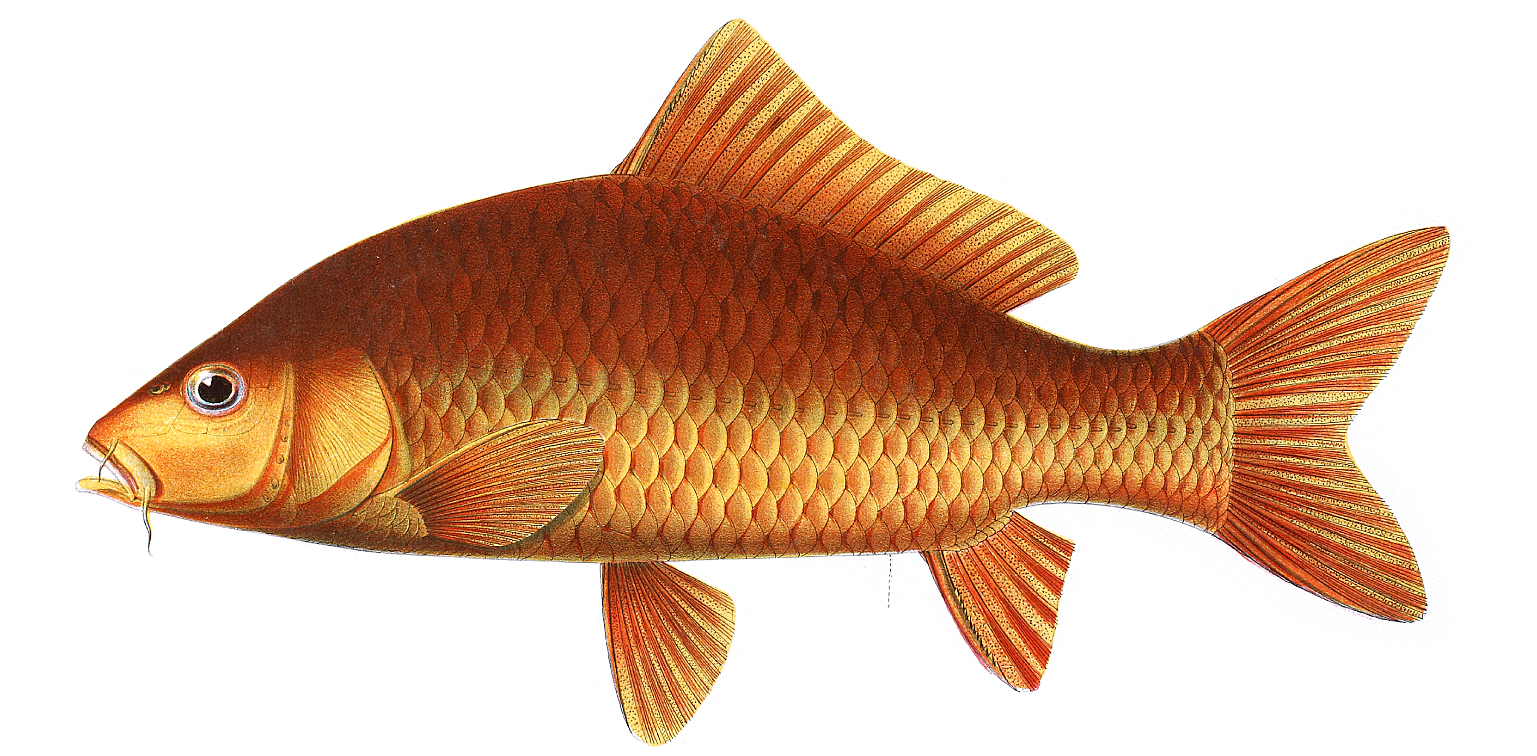
Cyprinus rubrofuscus
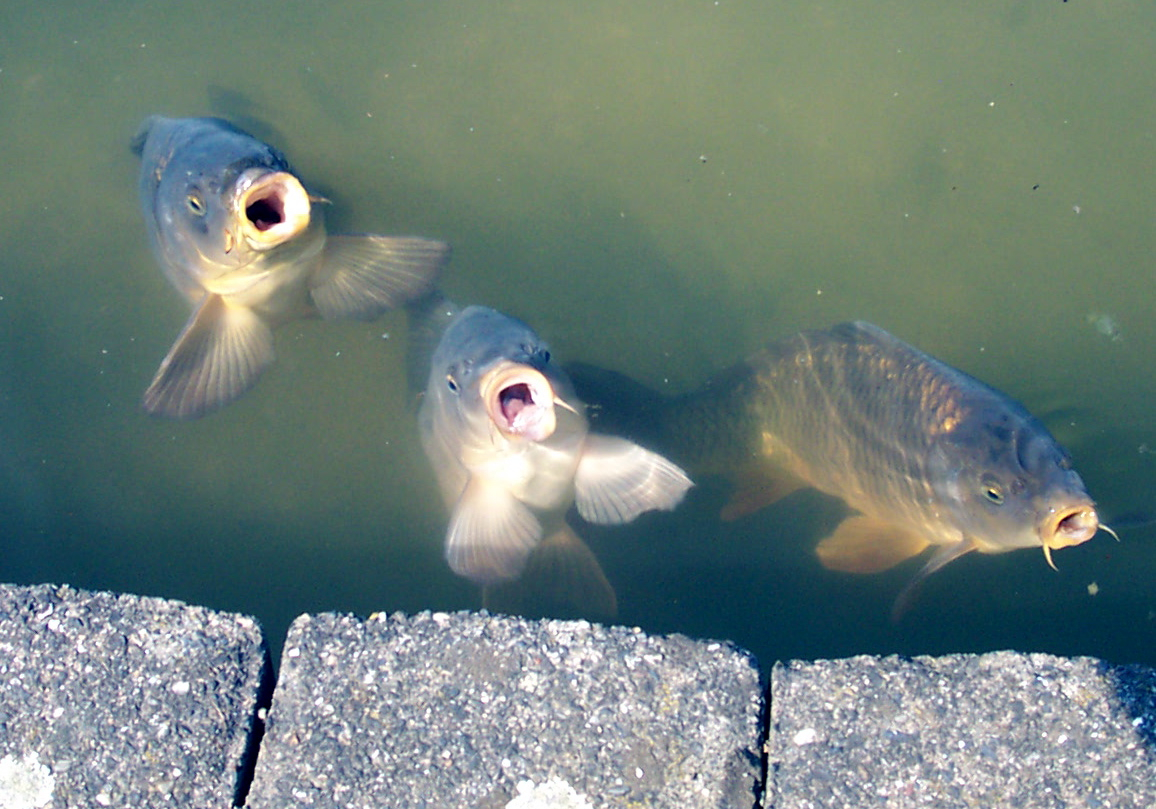
Cyprinus carpio
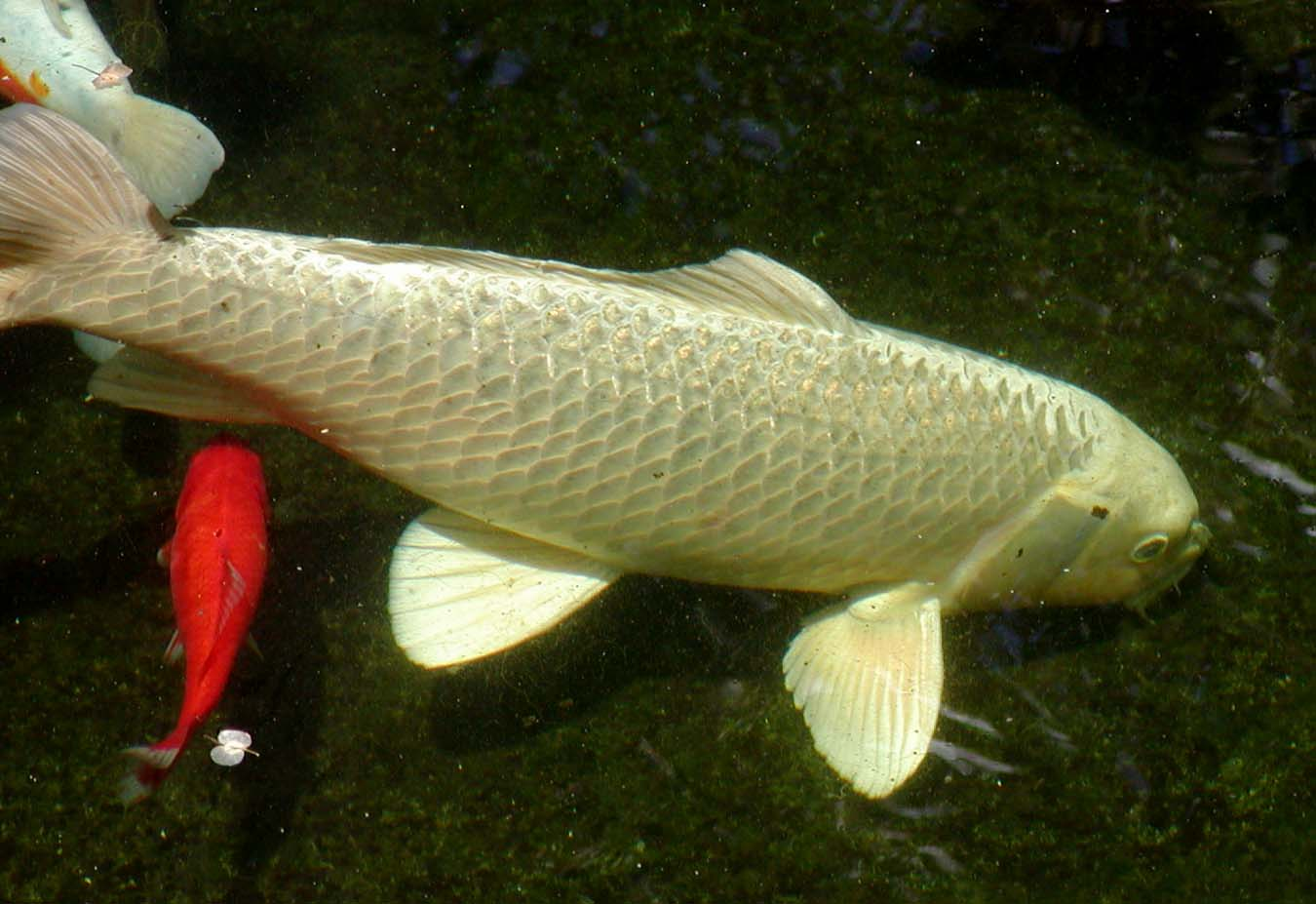
Carpe Koï - spécimens ornementaux domestiqués de couleurs variées.
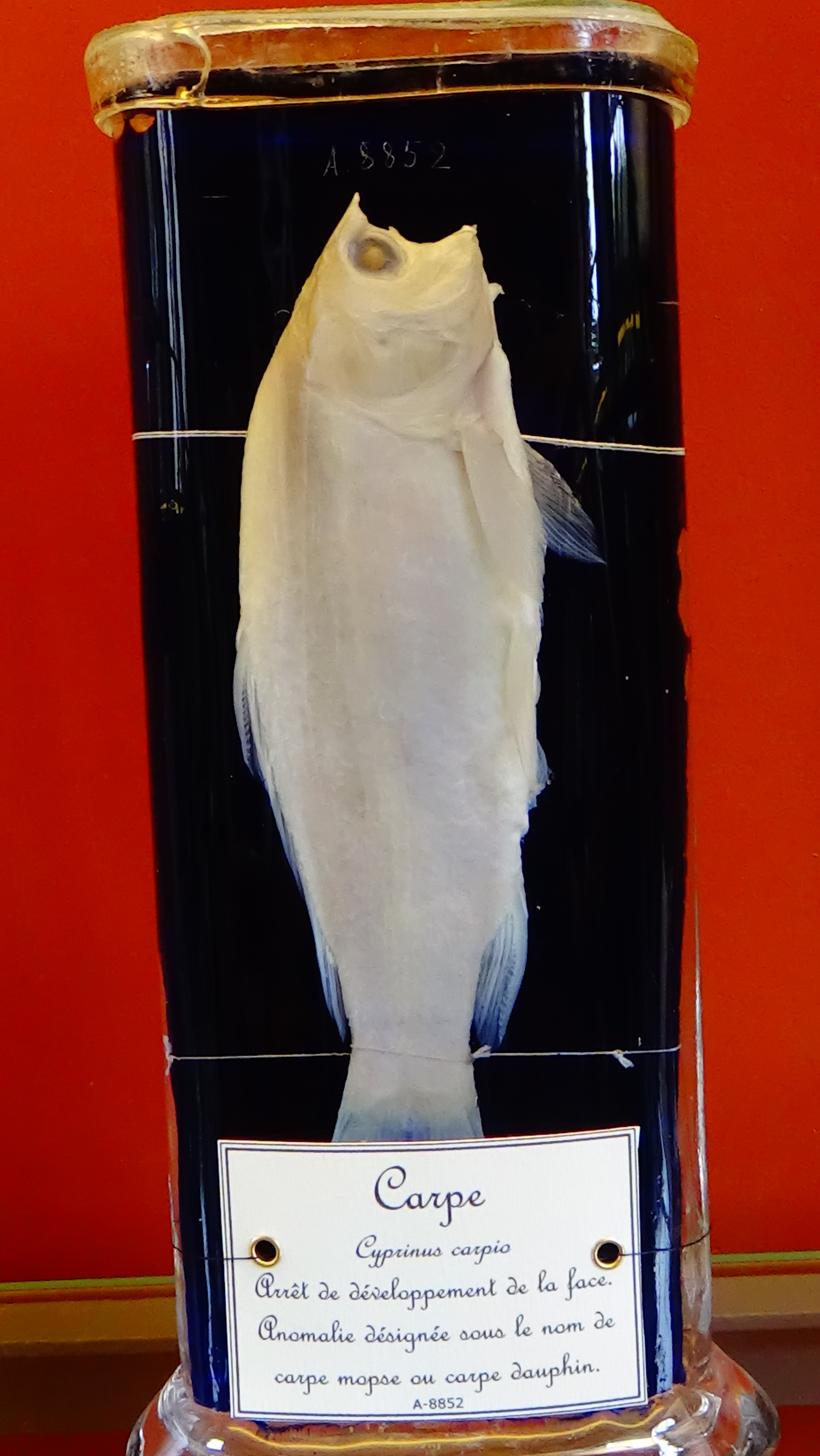
Cyprinus carpio - "Carpe mopse" - "Carpe dauphin" - (spécimen monstre)